# Controvento - The Best Of
Controvento - The Best Of è il secondo album di raccolta della cantante italiana Arisa, pubblicato l'8 febbraio 2019 dalla Warner Music Italy.

## Descrizione
L'album viene messo in commercio lo stesso giorno in cui viene pubblicato Una nuova Rosalba in città, il sesto album in studio della cantante, e il primo con l'etichetta Sugar Music.
La raccolta contiene gran parte dei singoli di Arisa pubblicati dal 2009 al 2017, compresi Ho perso il mio amore, Ho cambiato i piani e Vasame, tratti, rispettivamente, dalle colonne sonore dei film La verità, vi spiego, sull'amore, Nove lune e mezza e Napoli velata.

## Tracce
1. La notte – 3:55 (Giuseppe Anastasi)
2. Controvento – 3:39 (Giuseppe Anastasi)
3. Guardando il cielo – 3:44 (Giuseppe Anastasi)
4. Meraviglioso amore mio – 3:57 (Giuseppe Anastasi)
5. L'amore è un'altra cosa – 3:43 (Giuseppe Anastasi)
6. Ho cambiato i piani – 4:10 (Niccolò Agliardi, Edwyn Roberts)
7. Sincerità – 3:18 (testo: Giuseppe Anastasi – musica: Giuseppe Anastasi, Giuseppe Mangiaracina, Maurizio Filardo)
8. L'esercito del selfie (Takagi & Ketra feat. Lorenzo Fragola & Arisa) – 3:07 (testo: Tommaso Paradiso – musica: Takagi, Ketra, Tommaso Paradiso)
9. La cosa più importante – 4:04 (Christian Lavoro, Arisa)
10. Quante parole che non dici – 3:52 (Dimartino, Arisa)
11. Stai bene su di me – 2:59 (Dimartino, Arisa)
12. Amami – 3:55 (Arisa)
13. Una notte ancora – 3:21 (testo: Arisa – musica: Andy Ferrara)
14. Ci sei e se non ci sei – 3:57 (Giuseppe Anastasi)
15. Malamorenò – 3:01 (Giuseppe Anastasi)
16. Poi però – 3:21 (Giuseppe Anastasi)
17. Il tempo che verrà – 3:30 (testo: Giuseppe Anastasi, Arisa – musica: Gioni Barbera)
18. Io sono – 3:31 (testo: Giuseppe Anastasi – musica: Giuseppe Anastasi, Giuseppe Mangiaracina, Maurizio Filardo)
19. Abbi cura di te – 3:58 (testo: Marco Conidi – musica: Giuseppe Anastasi, Giuseppe Mangiaracina, Maurizio Filardo)
20. Vasame – 4:14 (Enzo Gragnaniello)
21. Ho perso il mio amore – 3:37 (Cheope, Federica Abbate, Giuseppe Anastasi)

## Classifiche
| Classifica (2019) | Posizione massima |
| ----------------- | ----------------- |
| Italia            | 72                |